# Бака (филм из 2003)
Бака (рус. Бабуся) је филмска драма из 2003. године. Филм је снимљен у режији Лидије Борбове. Највећи део филма је снимљен у једном селу у Архангелској области, а пошто је одлучено да ни једна професионална глумица не одговара главном лику, за лик старице Тосје изабрана је Нина Шубина, старица из села у коме је сниман филм.

## Радња
Тосја је старица из руралног села из унутрашњости Русије, носилац је ордена због учествовања у одбрани Стаљинграда, коју су њени унуци из милоште звали бака. Пошто су њена ћерка и зет радили на железници, јако мало времена су проводили са својом децом, па је њихова баба била она која се бринула о њима. Међутим прошле су године и унуци су одрасли, а бака је продала своју кућу и дала новац својим унуцима, и отишла да живи са ћерком Вером и зетом Иваном. Пошто је Вера болесна, а Иван иде у болницу на операцију, одлучују да баку пошаљу код њене млађе сестре Ане која живи са својим сином Виктором који је алкохоличар. У међувремену баки стиже писмо у коме је обавештавају да је њена ћерка умрла од срчаног удара. Пошто је отишла да види шта се десило са сином који је пијан претио да ће се убити, Ана је пала и поломила кук. Након тога долази Анина ћерка, позната новинарка Лиза, која жели да своју мајку одведе у болницу, и своју тетку одведе код њених унука. Када одлазе са баком њеној кући, схватају да њихов зет већ живи са другом женом и не жели да прими своју свекрву. Након тога одлазе код њене унуке, чији се муж обогатио када је уложио новац који им је бака дала када је продала своју кућу, међутим ни они не желе да је приме, већ је шаљу код друге унуке Таје, која живи у луксузном делу града са својом породицом, али ни она не жели да је прими. Једини преостали унук је Толик, избеглица из Чеченије, који живи као подстанар са женом и дететом које је престало да говори после трауме из рата.

## Награде
Филм је добио укупно 12 награда на руским и европским фестивалима.